# Get to Know Your Rabbit
 Get to Know Your Rabbit és una pel·lícula estatunidenca de Brian De Palma, estrenada el 1972.

## Argument
Un home de negocis turmentat (Tom Smothers) va a buscar un mag (Orson Welles) per tal d'assabentar-se de les seves tècniques.

## Repartiment
- Tom Smothers
- John Astin
- Katharine Ross
- Orson Welles
- Susanne Zenor
- Samantha Jones
- Allen Garfield
- Charles Lane
- M. Emmet Walsh

## Al voltant de la pel·lícula
- Brian de Palma s'ha fet virat de l'equip de rodatge.
- La pel·lícula ha estat rodada el 1970 però no serà difosa per la Warner Bros. fins a dos anys més tard.